# 上布倫塔峰

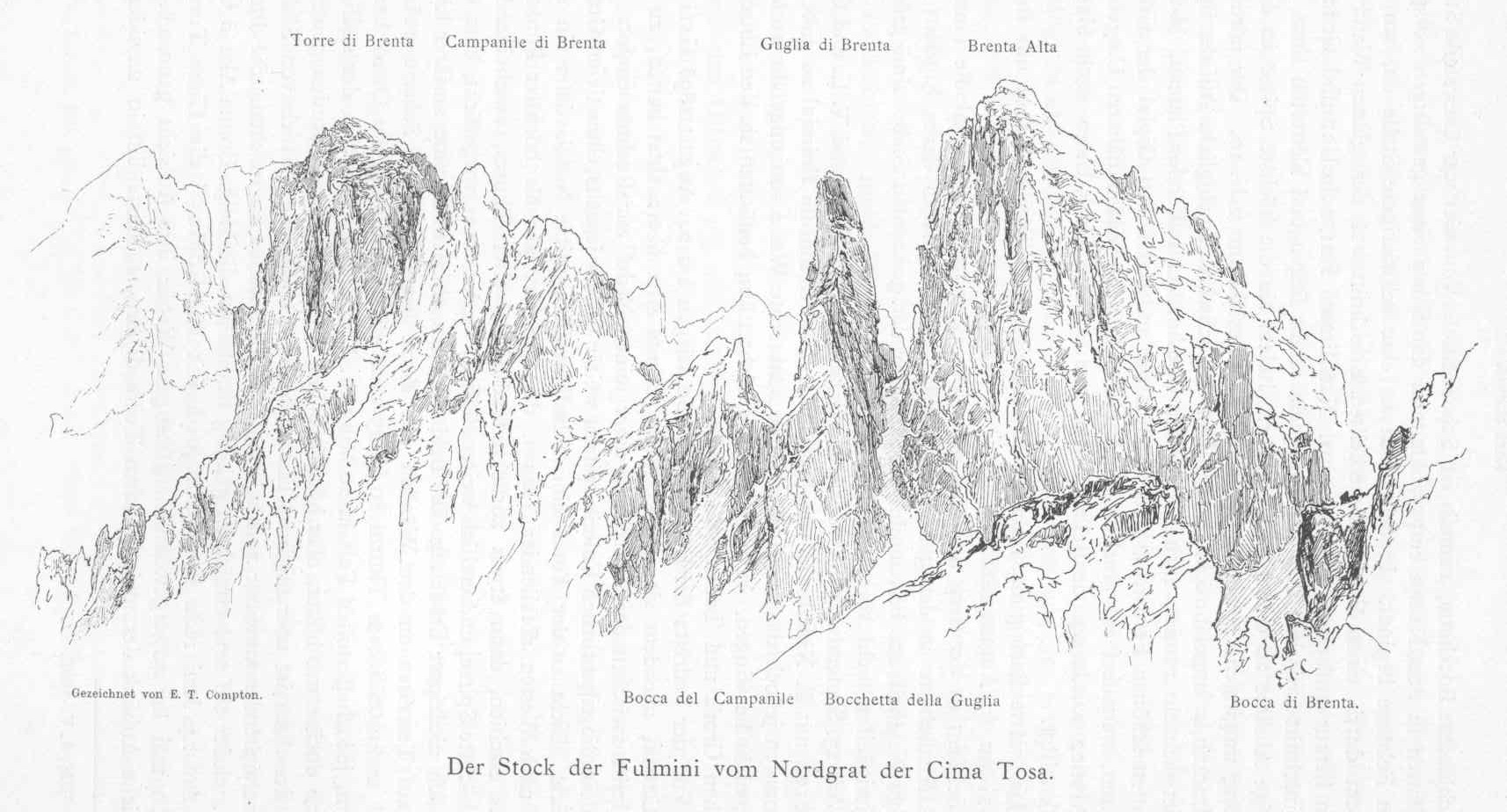

46°9′37″N 10°53′46″E / 46.16028°N 10.89611°E
上布倫塔峰（義大利語：Cima Brenta Alta），是意大利的山峰，位於該國北部，由特倫托自治省負責管轄，屬於布倫塔山脈的一部分，海拔高度2,960米，人類在1880年8月19日首次登頂。